# きゃらめるまん
きゃらめるまんとは、パフォーマー・アーティストのきゃら〜んTetsuya Shimomuraによる音楽ユニット／ソロの名称である。

## 略歴
- 2002年、バンド形態(ドラム、ギター、ベース、PC同期)で活動開始。
- 2003年、名古屋ZIP-FMレーベルZIP-Cityレコーズよりコンピレーション・アルバム「Find out」に参加。自作ショルダーキーボードでの演奏、ギターに音楽プレイヤーを埋め込んだ改造楽器なども取り入れ、オリジナル楽曲に合わせ歌、ダンスを組み込んだパフォーマンスでイベント出演、ライブ活動を行い、現在も継続的にライブ活動を行っている。
- 2004年より日本全国で幅広く活動を行うかたわら、東京にて行われている「電脳マニアックス!」にもレギュラー・メンバーとして参加している。

## コンセプト
- 宇宙からのアーティスト伝道師。
- 歌謡曲の親しみやすさと、バンドサウンドや電子楽器音を駆使したオリジナルのサウンドトラックを融合させた「トランス歌謡」とゆう独自のジャンルを持つ。
- 近年ではテクノPOPの音楽性にカテゴライズされることが多い。

## ディスコグラフィー
- 「Prolonging The Miracle(ずぅっと不思議)」(2004年※絶版)
- 「C(シー)」(2005年※絶版)
- 「The Resident Alien(ザ・レジデント・エイリアン)」(2006年)
- 「Comfort Trance(お気軽有頂天)」(2007年)
- 「ユメカニズム」(2009年)
- 「Multi Surprise」
- 「Anunnakish」

## プロデュース・参加・アルバム
- 2008年MIZUKANIME「COVER GIRL」「DOKI DOKI GIRL」(Candy box  A-Team)

きゃらめるまんプロデュースによるアニメカバー曲を2枚同時リリース。
アーティストは名古屋のアイドルMIZUKA
- 2011年「DAMAGE」(TQCJ-1015)　声優：楠田敏之をフィーチャリング、高濱祐輔プロデュース

アルバム「DAMAGE」にラップ・シンガーで参加。ライブではサブ・ボーカルとして参加